# Lénore (Duparc)
Pour les articles homonymes, voir Lénore.
Lénore est un poème symphonique d'Henri Duparc composé en 1875.

## Présentation
Lénore est composé en 1875, bien que probablement entamé dès 1869, et dédié à César Franck. C'est un poème symphonique inspiré de la ballade éponyme de Gottfried August Bürger.
La partition est créée le 15 mai 1875 à la Société nationale de musique, aux salons Henri Herz, sous la direction d'Édouard Colonne, et sera reprise le 28 octobre 1877 aux Concerts populaires de Jules Pasdeloup.
François-René Tranchefort considère la pièce comme « l'une des plus belles [...] du répertoire symphonique français, — bien que toute imprégnée de germanité ».

## Argument littéraire
L’œuvre littéraire dont est inspiré le poème symphonique est une ballade fantastique de Bürger, popularisée en France grâce à une traduction de Gérard de Nerval, dont voici l'argument : 

« Lénore pleure son fiancé Wilhelm, mort à la guerre. Mais le fantôme de celui-ci paraît sur un noir coursier : il enlève la jeune femme, et tous deux s'élancent [...] en une course infernale. À mi-nuit, la chevauchée s'arrête soudain : le cavalier tombe en poussière, et Lénore s'écroule, inanimée. »

## Analyse musicale
Dans l'introduction, notée Andante sostenuto, le chromatisme et les harmonies wagnériennes figurent le désespoir de Lénore. Le drame est exposé : « les violoncelles chantent la plainte poignante de Lénore, à laquelle répondent les bois ».
S'ensuit une grande partie, allegro non troppo, construite autour de deux thèmes, un de fanfare (apparition de Wilhelm) et celui de la chevauchée avec ses rythmes pointés, tandis qu'en filigrane est tissé « le motif implorant de Lénore, véritable leitmotiv wagnérien, pour mettre un terme à cette course infernale ».
Le développement, più largamente, reprend le motif de l'introduction par deux fois et « l'orchestre, très violent, déchaîne un fracas de tempête qu'interrompt brusquement le coup de minuit... Ne subsistent, dans le retour au silence, que des lambeaux de thèmes, aboutissant dans la courte coda, au pianissimo ».
La durée moyenne d'exécution de l’œuvre est de treize minutes environ.

## Instrumentation
L’œuvre est instrumentée pour orchestre symphonique :
| Instrumentation de Lénore                                                              |
| Bois                                                                                   |
| 3 flûtes (dont 1 jouant piccolo), 2 hautbois, 2 clarinettes, 3 bassons (et 4e ad lib.) |
| Cuivres                                                                                |
| 4 cors, 2 trompettes, 3 trombones, 1 tuba                                              |
| Percussions                                                                            |
| timbales, cymbales, 2 tam-tams, grosse caisse                                          |
| Cordes                                                                                 |
| premiers violons, seconds violons, altos, violoncelles, contrebasses                   |

Camille Saint-Saëns est l'auteur d'une réduction de la pièce pour deux pianos (R 227) et César Franck pour piano à quatre mains.

## Discographie
- Orchestre national du Capitole de Toulouse, Michel Plasson (dir.), avec L'Apprenti sorcier de Dukas, Le Chasseur maudit de Franck, Effet de nuit de Sylvio Lazzari, la Danse macabre de Saint-Saëns et Aux étoiles de Duparc ; EMI Classics, 1996.